# Autoamerican
Albums de Blondie
Eat to the Beat
(1979) The Best of Blondie
(1981)
Singles
1. The Tide Is High
Sortie : Octobre 1980
2. Rapture
Sortie : 12 janvier 1981

Autoamerican est le cinquième album studio du groupe américain Blondie, sorti en novembre 1980.

## Histoire
L'album est un changement radical pour le groupe, avec le titre d'ouverture Europa. Le titre est une ouverture instrumentale dramatique avec des arrangements orchestraux et se terminant avec la chanteuse Deborah Harry récitant un poème sur l'importance de la voiture dans la société américaine. Outre le style rock et pop, le groupe a exploré un large éventail d'autres genres musicaux : Here's Looking at You et Faces montrent des influences jazz et blues, le hit reggae The Tide Is High est une reprise du tube ska des Paragons de 1967, alors que Rapture est un combiné funk, rock, jazz, et est même vu comme un précurseur du rap. Le titre qui clôt l'album, Follow Me, était une reprise d'une chanson d'Alan Jay Lerner et Frederick Loewe des années 1960 de la comédie musicale Camelot, basée sur la légende du Roi Arthur.
Le groupe a sorti deux singles de cet album, The Tide Is High et Rapture. The Tide Is High a été un tube, se classant numéro 1 dans plusieurs pays, y compris les États-Unis et le Royaume-Uni. Rapture est devenue la première chanson de rap, non seulement sortie par le groupe, mais aussi la première à atteindre la première place des charts aux États-Unis (il a également été numéro 5 au Royaume-Uni). 
La première édition américaine de l'album avait un autocollant sur la pochette indiquant Avec The Tide Is High, Rapture et T-Birds, suggérant une possible sortie single pour ce dernier.
En 1994, Autoamerican a fait l'objet d'une réédition remastérisée, par Chrysalis Records au Royaume-Uni, avec deux titres bonus : une version longue, « special disco mix », de Rapture et Live It Up. L'album a de nouveau été remastérisé et réédité par EMI/Capitol en 2001, contenant à nouveau la version longue de Rapture ainsi que la version longue de leur tube Call Me (de la bande originale du film American Gigolo), et aussi Suzy & Jeffrey, qui était à l'origine sur la face B du single The Tide Is High.

## Réception
L'album a été certifié disque de platine par la Recording Industry Association of America (RIAA) le 26 janvier 1981.

## Liste des titres
| A1. | Europa                                  | Chris Stein                             | 3:32 |
| A2. | Live It Up                              | Chris Stein                             | 4:10 |
| A3. | Here's Looking At You                   | Chris Stein, Deborah Harry              | 2:58 |
| A4. | The Tide Is High                        | Howard Barrett, Tyrone Evans, John Holt | 4:42 |
| A5. | Angels on the Balcony                   | Laura Davis, Jimmy Destri               | 3:36 |
| A6. | Go Through It                           | Chris Stein, Deborah Harry              | 2:40 |
| A7. | Susie and Jeffrey (K7 audio uniquement) | Deborah Harry, Nigel Harrison           | 4:05 |

| B1. | Do the Dark  | Jimmy Destri                     | 3:53 |
| B2. | Rapture      | Deborah Harry, Chris Stein       | 6:33 |
| B3. | Faces        | Deborah Harry                    | 3:51 |
| B4. | T-Birds      | Deborah Harry, Nigel Harrison    | 3:58 |
| B5. | Walk Like Me | Jimmy Destri                     | 3:46 |
| B6. | Follow Me    | Alan Jay Lerner, Frederick Loewe | 3:00 |

| 14. | Rapture (Special Disco Mix)    | Chris Stein, Deborah Harry | 9:59 |
| 15. | Live It Up (Special Disco Mix) | Chris Stein                | 8:13 |

| 14. | Call Me (Original Long Version) | Deborah Harry, Giorgio Moroder | 8:06 |
| 15. | Susie and Jeffrey               | Deborah Harry, Nigel Harrison  | 4:10 |
| 16. | Rapture (Special Disco Mix)     | Deborah Harry, Chris Stein     | 9:59 |

## Musiciens
| - Deborah Harry : chants - Chris Stein : guitare - Jimmy Destri : claviers - Frank Infante : guitare - Nigel Harrison : basse | - Tom Scott : synthétiseur (lyricon) sur To the Dark et saxophone sur Faces - Melvin « Wah-Wah Watson » Ragin : guitare sur Live It Up - Scott Lesser : percussions sur Live It Up - Steve Goldstein : piano sur Faces et synthétiseur sur Follow Me - Alejandro Neciosup Acuña, Emil Richards, Ollie E. Brown : percussions sur The Tide is High |

## Classement
| Pays             | Chart                  | Meilleure position | Total semaine | Réf    |
| ---------------- | ---------------------- | ------------------ | ------------- | ------ |
| Autriche         | Ö3 Austria Top 40      | 18                 | 6             | [ 8 ]  |
| États-Unis       | Billboard 200          | 7                  | 34            | [ 9 ]  |
| États-Unis       | Top R&B/Hip-Hop Albums | 25                 | ?             | [ 9 ]  |
| Norvège          | VG-lista               | 12                 | 14            | [ 10 ] |
| Nouvelle-Zélande | Rianz                  | 6                  | 20            | [ 11 ] |
| Pays-Bas         | MegaCharts             | 16                 | 4             | [ 12 ] |
| Royaume-Uni      | UK Albums Chart        | 3                  | 16            |        |
| Suède            | Sverigetopplistan      | 11                 | 7             | [ 13 ] |